# Om mani padme hum

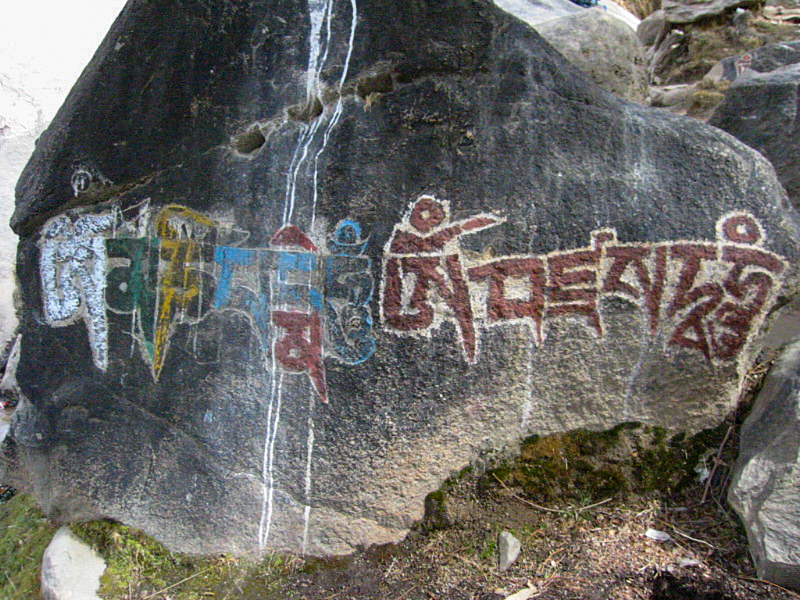
Az „Om mani padme hum” mantra kőre vésve

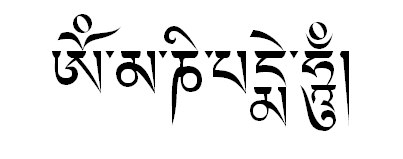
A mantra hat szótagja tibeti írással

A hat szótagból álló Om mani padme hum vagy Om mani peme hung mantra (szanszkrit nyelven, azaz dévanágari írással ॐ मणि पद्मे हूँ) a tibeti buddhizmus egyik legismertebb bódhiszattvájához, Csenrezighez (szanszkritül Avalókitésvara; a szeretet és együttérzés bódhiszattvája) kapcsolható: a mantrát Csenrezig négykarú (Sadaksari) alakjához kötik. A „Mani” a tibetiek leggyakrabban használt imádsága, bárki recitálhatja, nem szükséges hozzá egy mester előzetes beavatása. A tibeti buddhisták szerint a dalai láma nem más, mint Csenrezig megtestesülése.

## A mantra alkalmazása
A tibeti buddhisták szerint, ha az Om mani peme hung mantrát hangosan ismétlik, azzal felhívják magukra a szeretet és határtalan együttérzés megtestesítőjének tekintett Csenrezig (Avalókitésvara) hatalmas és jóindulatú figyelmét, és megkapják áldását. A szöveget gyakran kőbe vésik, és jól látható helyre teszik. A mantra írott formájának az imamalmokon (Mani-kerék) való forgatása is ugyanazt az eredményt hozza. Azokon a vidékeken, ahol a tibeti buddhizmus elterjedt, nagyszámú kis és nagy kerék található, belül a mantra szövegével. Az imamalom használata mindennapos tibeti-buddhista vallásgyakorlat, a mantrát a buddhizmus követői iskolától függetlenül, egyaránt recitálják.

## A mantra jelentésének értelmezési területei
A Buddha összes tanítását magába foglaló Om mani padme hum szövegű mantrának több jelentése ismeretes.

### Elterjedt fordítása
A mantrát nem lehet szó szerint lefordítani, de a divatos, elterjedt fordítása, illetve értelmezése a szövegnek az „Éljen a lótuszban lévő drágakő” vagy „Nézd csak a drágakövet a lótuszban!” kifejezés.[forrás?]

### A szótagok külön-külön való értelmezése
Őszentsége, a 14. dalai láma, Tendzin Gyaco szerint:
„Nagyon jó, ha gyakran ismételjük az Om Mani Peme Hung mantrát, de miközben ezt tesszük, figyelnünk kell a jelentésére is. Arra a hat szótagra, amely nagyszerű és egyben hatalmas is. Az első az Om szótag, amely az imádkozó tisztátalan testét, beszédét és gondolkodását szimbolizálja, de egyben Buddha tiszta testét, beszédét és gondolkodását is. Az igaz utat a következő négy szótag mutatja meg. A Mani ékszert jelent és a módszert szimbolizálja: a megvilágosodás, a könyörület és a szeretet ősi szándékát. A Peme jelentése lótusz, és a bölcsességet szimbolizálja. Az egyszerűséget a rendszeresség és a bölcsesség osztatlan egységével lehet elérni. Az osztatlanságot az utolsó, Hung szótag szimbolizálja. Tehát az Om Mani Peme Hung hat szótagja azt jelenti, hogy az osztatlan rendszeresség és bölcsesség útjának gyakorlásával saját tisztátalan testünket, beszédünket és gondolkodásunkat Buddha tiszta testévé, beszédévé és gondolkodásává változtathatjuk át.”
Az alábbi táblázatban közölt értelmezés révén arra derülhet fény, hogyan tisztul meg az ima által a létezés szenvedésének hat területe:
| Szótag | Mitől szabadít meg?                | Birodalom a Szanszárában |
| ------ | ---------------------------------- | ------------------------ |
| Om     | elégedettség / büszkeség           | istenek                  |
| Ma     | féltékenység / szórakozás keresése | félistenek               |
| Ni     | szenvedély / vágy                  | emberek                  |
| Pe     | butaság / előítélet                | állatok                  |
| Me     | szegénység / birtokolni akarás     | éhes szellemek           |
| Hung   | agresszió / gyűlölet               | pokol                    |

### A hat szótag hatása
A hat szótag segít a szenvedésben való létezés hat színterének a megtisztításában.
- az Om megtisztít a boldogsághoz és a büszkeséghez való neurotikus ragaszkodástól, amely az istenek világában létezőket sújtja;
- a Ma szótag áldása a nagylelkűség gyakorlásában segít elérni a tökéletességet, a tiszta etika gyakorlásának megvalósítását segíti elő;
- a Ni a türelem¹ (a várakozás) és a türelem² (mások elviselése) gyakorlását mozdítja elő;
- a Pe a negyedik szótag a kitartásban segít tökéletesedni;
- a Me a koncentrálásban segít;
- az utolsó hatodik szótag, a Hung a bölcsesség gyakorlásában segít.

E hat erény (tökéletesség) útja az, amelyet a három idő (jelen, múlt, jövő) minden buddhája bejár.

## A mantra kiejtése

### A mantra hangzása Wav es Real Audio formátumban
Tibeti menekült szájából: Wav formátum Archiválva 2015. szeptember 23-i dátummal a Wayback Machine-ben és Real Audio formátum Archiválva 2013. szeptember 15-i dátummal a Wayback Machine-ben.

### A mantra kiejtése különböző nyelveken
- Om Ma Ni Pad Me Hum (a mantra szanszkrit nyelvű változata)

- Om Ma Ni Pe Me Hung (tibeti változat)

- An Ma Ni Pa Mi Huang (kínai változat)

### Magyarul nyomtatásban megjelent művek
- Lama Anagarika Govinda: Om ma-ni pad-me hum (Bp., 1984)
- Om mani padme hum. Bevezetés a tibeti misztikába (Bp., 2002)

### Angolul a weben olvasható
- Őszentsége Tendzin Gyaco, a 14. dalai láma elemzéséből készült kivonat On the Meaning of Om Mani Padme Hum címmel.

A szerző az értekezést a következő összefoglalással zárja: "Az Om Mani Padme Hum, hat szótagja azt jelenti, hogy attól a gyakorlattól függően, amely a módszer és a bölcsesség láthatatlan egysége, az ember tisztátlan testét, beszédét és szellemét Buddha tiszta testévé, beszédévé és szellemévé tudja átalakítani."

## Külső hivatkozások
- Tibeti misztériumok (Hamvas Béla fordítása)
- Buddhista honlapok
- Internetes imamalom

A mantra a Tibeti könyv életről és halálról lapjairól